# Ksawery Kaczkowski
Ksawery Franciszek Kaczkowski herbu Świnka (ur. ok. 1710, zm. w 1785) – sędzia kapturowy w 1764 roku, sędzia pograniczny podolski w latach 1764-1769, skarbnik kamieniecki w latach 1764–1772, sędzia grodzki kamieniecki w latach 1764-1775, wojski mniejszy kamieniecki w latach 1772-1773, miecznik kamieniecki latach 1773-1776, podczaszy kamieniecki w latach 1776-1778.

## Życiorys
Ksawery Kaczkowski pełnił liczne urzędy senatorskie, w 1764 roku był konsyliarzem województwa podolskiego w konfederacji Czartoryskich.
W 1764 roku wyznaczony przez konfederację do lustracji dóbr królewskich i innych dóbr w powiatach kamienieckim i czerwonogrodzkim województwa podolskiego. Był elektorem Stanisława Augusta Poniatowskiego w 1764 roku z województwa podolskiego.

### Życie prywatne
Był synem Franciszka Kaczkowskiego herbu Świnka i Marianny Niewiarowskiej, z małżeństwa rodziców miał brata, Kazimierza. Dnia 30 lipca 1739 roku wziął ślub z Konstancją Bożeniec-Jełowicką herbu Jełowiecki, miał z nią dwóch synów, Kajetana i Seweryna.